# Eliane Ekra
Pour les articles homonymes, voir Ekra.
Née le 2 juillet 1955, Éliane Ekra Lydie Affoué née Sery Kouassi est médecin et professeure d’anthropologie socio-familiale. C'est une spécialiste de la gestion de projets de solidarité internationale.

## Biographie
Originaire de la ville de Sakassou au centre de la Côte d'Ivoire, Éliane Ekra est titulaire d'un doctorat d'État en odonto-stomatologie obtenu à l'université de Bordeaux et d'un diplôme en santé publique et en leadership obtenu aux États-Unis. Elle a fait des études en santé publique en France et en Anthropologie, section Science de la Famille et de l'Éducation à l'université de Navarre (Espagne).Elle a exercée en tant que premier chef de ce service au CHR de Yamoussoukro de 1982 en 1992. Elle enseigne à l'université catholique de l'Afrique de l'Ouest (UCAO) et dans d'autres structures universitaires d'Abidjan.Elle a une certification  de compétence en Culture de la paix de l’Université Félix Houphouët Boigny d’’Abidjan.Elle est également certifiée en leadership des sciences basiques du VIH-Sida,et Prévention du Centre de Contrôle et des Maladies d’Atlanta (États-Unis).
Elle est aussi écrivaine, conseillère technique pour les affaires sociales du ministère ivoirien de la Santé et de l'Hygiène publique et présidente des Organisations de la société civile d'Afrique francophone (OSCAF). Elle est également consultant formateur en Développement Personnel à l'Institut des Hautes Études pour l'Afrique et diplômée d’un Certificat de compétence de gestion de projets de solidarité internationale et de développement durable.
Experte dans les accords de partenariat économique entre l’Union européenne et l’Afrique de l’Ouest, elle est accréditée à la Conférence des Nations unies sur le commerce et le développement (CNUCED).
En mars 2013, elle est nommée chef de cabinet du ministre de la Santé et de la lutte contre le Sida, Raymonde Goudou Coffie.
Dr Eliane EKRA  a été  Médiateur Transactionnel auprès de la Cour d’Arbitrage et de la Médiation de Côte d’Ivoire, membre de l’association des femmes chercheurs de Côte d’Ivoire et responsable de Communication de" MDE Business School".  

## Famille et engagement
Veuve et mère de trois filles, Éliane Ekra prône le bien-être familial à travers ses œuvres littéraires. Considérée comme une femme engagée, battante et professionnelle, elle représente « la figure maternelle de son entourage, la femme aux multiples casquettes ».Pour des raisons de regroupement familial, elle n’a pas hésité à changer de statut professionnel. En effet, lorsque son époux fut affecté comme diplomate à l’ambassade de Côte d’Ivoire à Paris, elle a dû combiner sa nouvelle vie de femme au foyer et la fréquentation des amphithéâtres de Sciences doctorales. Eliane est avant tout une femme engagée dans le développement de son pays et dans la prise en charge des personnes les plus défavorisées. En 1995, elle était déjà présidente du centre MIE-N’KOU qui signifie dans le dialecte local « Un autre Moi-même, mon Double, l’Alter-Ego ou tout simplement, mon Prochain », est devenu à l’usage, dans le langage courant, Mié-N’gou, créé par le premier président de la Côte d'Ivoire Félix Houphouët-Boigny, au profit des personnes handicapées. Et elle a également été l'une des premières promotrices du Centre rural d'Ilomba, qui est devenu en quelques années un centre de promotion de la santé et de l'éducation, au milieu d'une jungle très pauvre dans le sud du pays.

## Publications
- 1982 : Noma et cavité buccale en Côte d'Ivoire (Thèse)
- 2022   Profession ministre au foyer   5e édition[6]

## Prix
En 2014, Éliane Ekra a reçu le prix annuel Harambee-Espagne pour la promotion et l'égalité des femmes africaines, lors d'une cérémonie qui s'est déroulée à Madrid. Elle est la première avant Vanessa Koutouan (2015), Esther Tallah (2016), Antoinette Kankindi (2017), Ebele Okoye (2018) et Ozo Ibeziako (2019).

## Source de traduction
- (en) Cet article est partiellement ou en totalité issu de l’article de Wikipédia en anglais intitulé « Eliane Ekra » (voir la liste des auteurs).